# Pêche plate

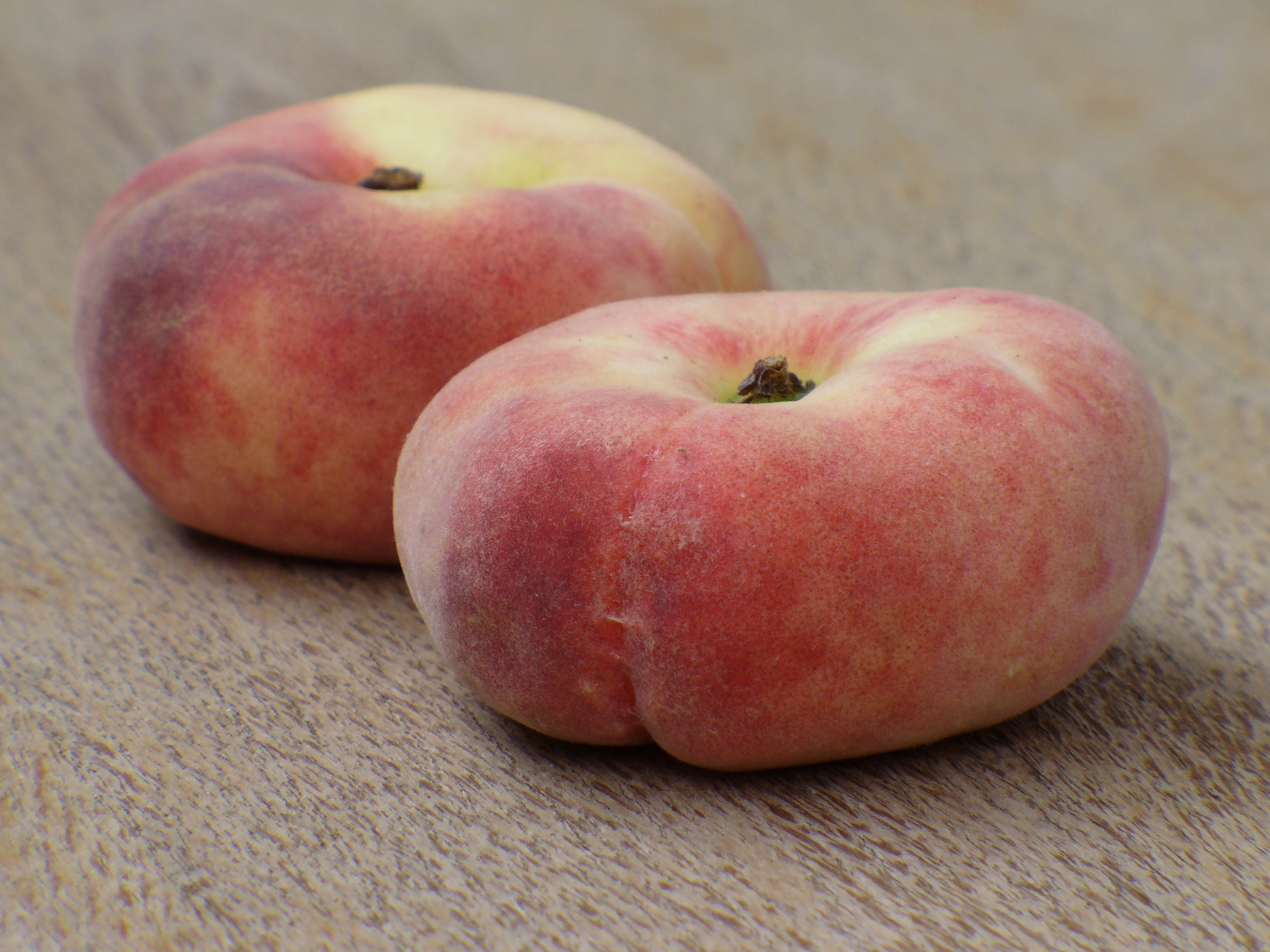
Deux pêches plates sur une table.

La pêche plate (Prunus persica var. platycarpa) est une variété de pêche de forme oblate et de couleur rouge-orangé, avec des teintes de jaune. La chair est blanche et est détachée du noyau. Elle est le résultat d'une mutation génétique originaire de Chine. Cette variété s'est popularisée en Europe depuis les années 1970,.

Elle est importée en Europe, d'abord en Grèce, par Alexandre Le Grand qui la découvre en Perse.